# Waschhaus (Castillon-la-Bataille)

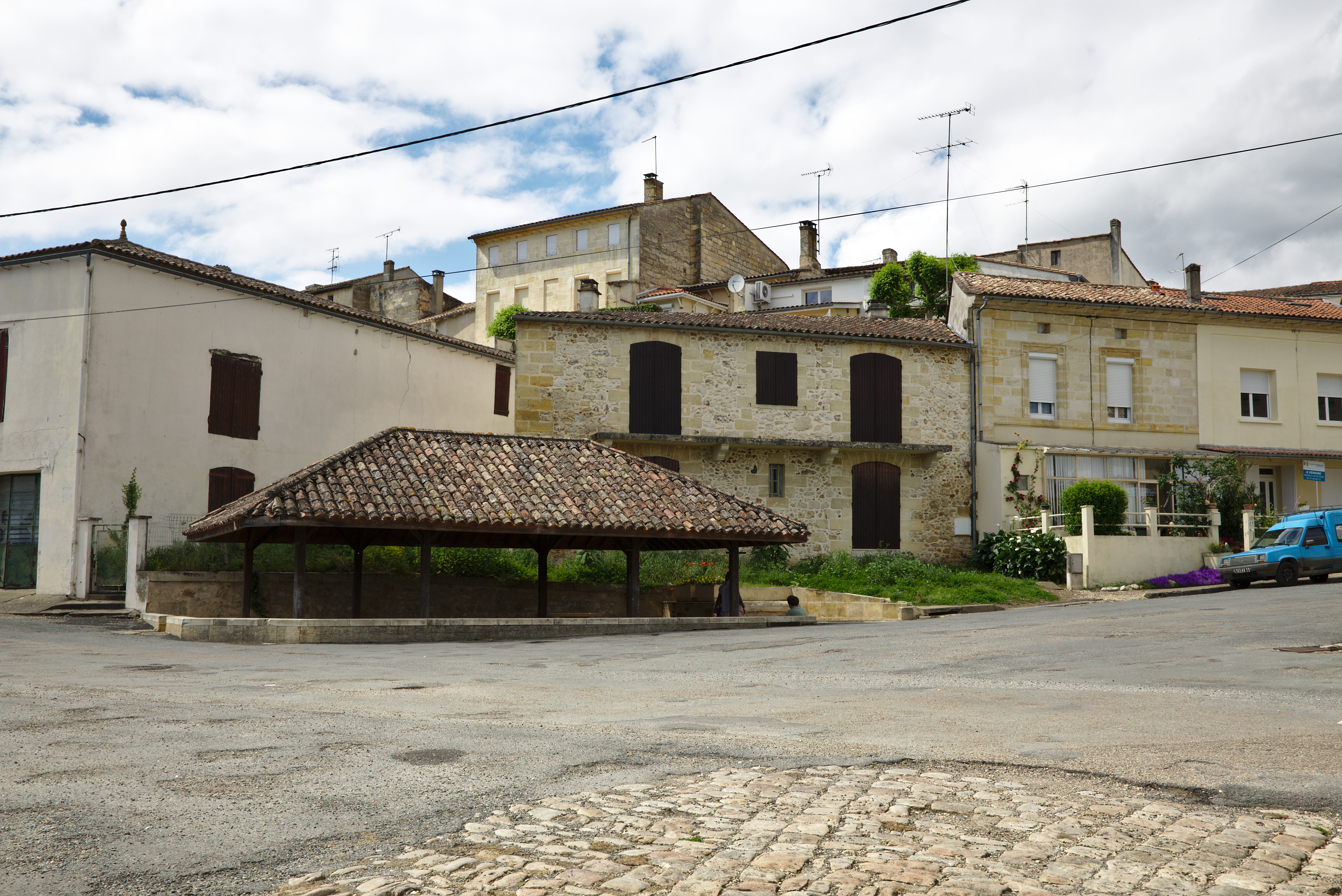
Waschhaus in Castillon-la-Bataille

Das öffentliche Waschhaus (französisch lavoir) in Castillon-la-Bataille, einer französischen Gemeinde im Département Gironde in der Region Nouvelle-Aquitaine, wurde im 19. Jahrhundert errichtet.   
Das an allen Seiten offene Waschhaus wird von einer Quelle mit Wasser versorgt. Das Walmdach, das erst Anfang des 20. Jahrhunderts über dem rechteckigen Wasserbecken errichtet wurde, ist mit halbrunden Dachziegeln gedeckt.